# Списак ликова у књигама о Харију Потеру
Списак ликова у серијалу о Хари Потеру:
| Лик                                                    | Опис |
| Хари Џејмс Потер                                       | Чаробњак који живи са својим нормалским течом, тетком и рођаком; Распоређен је у Грифиндор; Рођен је 31. јула; Мислило се да је наследник Слидерина, једина особа које је чак четири пута преживела смртну клетву, први пут када је имао само једну годину |
| Хермиона Џин Грејнџер                                  | Најпаметнија ученица у Хогвортсу; Има косу налик на сено и велике предње зубе, које је смањила на четвртој години; Харијева и Ронова најбоља пријатељица; Грифиндорска ученица; Ронова жена |
| Роналд Билијус Визли                                   | Најмлађи Веслијев дечак; Најбољи пријатељ Харија Потера, обожавалац квидича |
| Џејмс Потер Старији                                    | Отац Харија Потера који је био чистокрвни чаробњак. Анимагус (Јелен).„Рогоња“ је надимак Џејмса Потера, један од твораца „Бандитове Мапе“ |
| Лили Потер Старија                                     | Девојачко Еванс; Нормалка која је постала вештица; сестра Петуније Дарсли; Харијева мајка. |
| Хедвига                                                | Харијева снежно бела сова, коју је добио на поклон од чувара земљишта полу-џина Хагрида пред почетак школовања на Хогвортсу |
| Сиријус Блек                                           | Кум Харија Потера, анимагус (пас), окривљен за убисто Питера Петигруа (Црворепа), провео 12 година у Аскабану, невин. Један од твораца 'Бандитове Мапе'.Шапоња: Надимак Сиријуса Блека |
| Албус Персивал Вулфрик Брајан Дамблдор                 | Директор Хогвортса (убијен је у 6. делу, предавао је преображавање на Хогвортсу пре него што је постао директор) |
| Северус Снејп                                          | Наставник Напитака у Хогвортсу; Очајнички жели позицију наставника Одбране од мрачних вештина; Старешина Слитеринске куће; Похађао школу заједно са Џејмсом Потером, Ремусом Лупином, Блеком Сиријусом, Питером Петигруом и Лили Еванс (Потер); Мрзео је Џејмса Потера и ту мржњу испољава и на Харију Потеру, убио је Албуса Дамблдора. Постао је професор одбране од мрачних вештина у 6. књизи |
| Минерва МакГонагал                                     | Заменица директора; Старешина Грифиндорске куће; Наставница Преображавања |
| Помона Спраут                                          | Наставница Хербологије у Хогвортсу; Старешина Хафлпафске куће |
| Филијус Флитвик                                        | Наставник Чини и старешина Ревенкла |
| Ремус Џон Лупин                                        | Наставник Одбране од мрачних вештина у трећој години Харијевог школовања. Похађао Хогвартс са Џејмсом Потером, Сиријусом Блеком, Питером Петигруом и Лили Еванс. Вукодлак. Месечко је надимак Ремуса Лупина. |
| Фенрир Сури                                            | Најопакији живи вукодлак. Сматра да му је животна мисија да угризе и зарази што више људи. Жели да створи што више вукодлака да могу да надвладају чаробњаке. Подржавао је Волдемора који му је обећао плен у замену за његове услуге. Сури је ујео Ремуса Лупина док је био дете, и од њега начинио вукодлака. |
| Квиринус Квирел                                        | Наставник Одбране од мрачних вештина у Харијевој првој години на Хогвортсу; Умро када је Волдемор напустио његово тело |
| Аластор „Лудооки“ Ћудљивко                             | Аурор. Постављен за наставника Одбране од мрачних вештина у четвртој години Харијевог школовања; Био је целу годину држан у ковчегу са седам брава, док га је имитирао Барти Чучањ Млађи уз помоћ Вишесоковног напитка |
| Чатберт Бинс                                           | Професор Историје магије који је дух |
| Рубеус Хагрид                                          | Чувар кључева у Хогвортсу; Избачен када је био у трећој години; Наставник Бриге о магијским створењима на трећој години Харијевог школовања |
| Фридвулфа                                              | Хагридова мајка, џин |
| Фенг                                                   | Хагридов пас љубимац |
| Мадам Бућкуриш                                         | Професорка Летења у Хогвортсу; Учи прваке како да лете на њиховим метлама |
| Гилдерој Локхарт                                       | Наставник Одбране од мрачних вештина у другој години Харијевог школовања; Прославио се тако што је дела других узимао у своју заслугу користећи заборављајућу чин (Обливиате) која се у 2. књизи одбила у њега, па је завршио у Сент Мунговој болници за магијске болести и повреде |
| Аурора Синистра                                        | Наставница Астрономије у Хогвортсу |
| Сибил Патриција Трилани                                | Подучава Предсказање на Хогвортсу |
| Септима Вектор                                         | Наставница Аритмантије у Хогвортсу |
| Армандо Дипет                                          | Директор Хогвортса пре 54 година, када је Том Ридл ишао у Хогвортс |
| Аргус Филч                                             | Домар у Хогвортсу, који мрзи ученике |
| Гђа. Норис                                             | Мачка домара Филча. Мршаво створење боје прашине са буљавим очима попут сијалица. |
| Мадам Пинс                                             | Библиотекарка у Хогвортсу |
| Попи Помфри                                            | Медицинска сестра у Хогвортсу |
| Доби                                                   | Кућни вилењак који је покушао да спречи Харија да оде у Хогвортс у другој књизи; Радио код Мелфојевих, а након што је ослобођен радио је у кухињи Хогвортса са платом од једног галеона недељно и слободним данима. Убијен од стране Белатрикс Лестрејнџ |
| Сер Кадоган                                            | Слика која је заменила место Дебеле Даме на неко време, налази се у северном торњу |
| Дебела Дама                                            | Слика која прихвата лозинку за Грифиндорску кућу |
| Сер Николас Де Мимси Порпингтон/Скоро-Обезглављени-Ник | Грифиндорски Дух |
| Крвави Барон                                           | Дух Слидеринске куће. Једина особа којег се Пивс плаши |
| Дебели Фратар                                          | Дух Хафлпафске куће |
| Хелена Рејвенкло (Сива Дама)                           | Дух Рејвенкла |
| Пивс                                                   | Хогвортски Полтергејст који малтретира сваког ученика и професора Хогвортса |
| Јецајућа Мирта                                         | Дух који проводи време у тоалету у женском купатилу |
| Олива Хорнби                                           | Она која је нашла тело Јецајуће Мирте |
| Удовица Нарицаљка                                      | Дух који је присуствовао на Смртовданској журци Скоро-Обезглављеног-Ника |
| Сер Патрик Дилејни Подмор                              | Вођа Безглавог Ловишта |
| Артур Весли                                            | Ронов отац, ради у Канцеларији за Злоупотребу Имовине нормалаца |
| Моли Весли                                             | Ронова мајка; Артурова жена |
| Бил Весли, Вилијам Артур Визли                         | Син Визлијевих рођен 1970. Ради за Гринготс у Египту. Био је главешина дечака у Хогвортсу. |
| Чарли Весли, Чарлз Визли                               | Син Визлијевих рођен 1972. У Румунији проучава змајеве; Бивши капитен Грифиндорског квидич тима. Најстарији син Визлија |
| Перси Весли, Перси Игнациус Визли                      | Син Визлијевих рођен 1976. Грифиндорски пасистент док је био у Хогвортсу, касније лични асистент Бартија Чучња. Сада ради као помоћник министра магије. Отишао од куће због свађе са оцем |
| Фред Весли                                             | Син Веслијевих, рођен 1978. Џорџов близанац; Грифиндор; Јуришник у квидич тиму |
| Џорџ Весли                                             | Син Веслијевих, рођен 1978. Фредов близанац; Грифиндор; Јуришник у квидич тиму |
| Џини Весли, Џиневра Моли Визли                         | Најмлађа од Визлијевих и једина девојчица, рођена 1981. Заљубљена је у Харија |
| Ерол                                                   | Визлијева сова |
| Хермес                                                 | Персијева сова |
| Прасвиџеон или Прасе                                   | Сова поклоњена Рону од Сиријуса Блека |
| Скоберс                                                | Ронов пацов; стар, бескористан и дебео; у ствари Питер Петигру у његовом анимагус облику |
| Гдин. Робертс                                          | Менаџер Веслијевог пребивалишта за време Светског првенства у квидичу; Гдин. Робертс је Нормалац |
| Петунија Дарсли                                        | Сестра Лили Потер; Нормалка; Харијева тетка |
| Вернон Дарсли                                          | Хари Потеров ујак; Нормалац |
| Дадли Дарсли                                           | Хари Потеров рођак који је веома дебео и похађа очеву стару школу Смелтингс |
| Тетка Марџ                                             | Сестра Харијевог тече Вернона |
| Ивон                                                   | Пријатељица Гђе. Дарсли која је била на одмору на Мајорки |
| Арабела Дорин Фиг                                      | Вештица, Поруга, коју је Дамблдор послао да пази на Харија |
| Годрик Грифиндор                                       | Оснивач Грифиндорске куће |
| Оливер Дрвце                                           | Капитен и чувар у Грифиндорском квидич тиму |
| Денис Кривеј                                           | Првак из Грифиндора упознат у четвртој књизи; Колинов брат |
| Кети Бел                                               | Грифиндорски Гонич у квидич тиму |
| Алисија Спинет                                         | Гонич у Грифиндорском квидич тиму |
| Шејмус Финеган                                         | Грифиндорски ученик; Његова мајка је вештица, али му је отац Нормалац |
| Лавандер Браун                                         | Ученица из Грифиндорске куће |
| Ангелина Џонсон                                        | Гонич у Грифиндорском квидич тиму |
| Колин Кривеј                                           | Један од Хари Потерових највећих обожавалаца; Увек тражи да слика Харија |
| Ли Џордан                                              | Коментатор квидича Најбољи пријатељ Џорџа и Фреда Визлија |
| Невил Лонгботом                                        | Неспретан Грифиндорски ученик који иде у Харијево одељење |
| Френк Лонгботом                                        | Отац Невила Лонгботома |
| Грен                                                   | Невилова баба |
| Луна Лавгуд                                            | Џинина другарица, чији је тата уредник Цепидлаке |
| Ксенофил Лавгуд                                        | Лунин отац и уредник чаробњачког чацописа Цепидлака |
| Тревор                                                 | Невилов жабац кога стално губи |
| Натали Макдоналд                                       | Првакиња из Грифиндора у четвртој књизи |
| Дин Томас                                              | Џинин дечко у 6. књизи |
| Салазар Слитерин                                       | Оснивач Слидеринске куће |
| Драко Мелфој                                           | Слитерински ученик који не воли Нормалце; Хари је мислио да је Драко „наследник Слитерина“ |
| Луцијус Мелфој                                         | Драков отац који је био ученик у Слитерину док је похађао Хогвортс; Смртождер, сада у Аскабану |
| Нарциса Мелфој                                         | мајка Драка, супруга Луцијуса, сестра Белатрикс Лестрејнџ |
| Грегори Гојл                                           | Један од најбољих пријатеља Драка Мелфоја |
| Винсент Креб                                           | Један од најбољих пријатеља Драка Мелфоја |
| Малком Бадок                                           | Првак из Слидерина у четвртој књизи |
| Блејз Забини                                           | Ученик распоређен у Слидерин |
| Маркус Флинт                                           | Гонич и капитен Слидеринског квидич тима; Морао је да понавља годину |
| Теренс Хигс                                            | Трагач у Слидеринском квидич тиму |
| Адријан Пуси                                           | Гонич у Слидеринском квидич тиму |
| Милисент Балстроуд                                     | Ученица из Слидерина у коју је Хермајони покушала да се претвори помоћу Вишесоковног напитка; Има мачку |
| Пенси Перкисон                                         | Ученица из Слидерина |
| Грејем Причард                                         | Првак из Слидерина у Хогвортсу у четвртој књизи |
| Хелга Хафлпаф                                          | Оснивач Хафлпафске куће |
| Седрик Дигори                                          | Сиве очи, тамна коса. Један од учесника Трочаробњачког турнира. Ученик из Хафлпафа. Трагач у Хафлпафском квидич тиму. Убијен по Волдеморовом наређењу од стране Црворепа на последњем задатку турнира |
| Амос Дигори                                            | Отац Седрика Дигорија |
| Гдин. Пејн                                             | Менаџер Дигоријевог пребивалишта током Светског првенства у квидичу |
| Ерни Макмилан                                          | Хафлпафски ученик и пријатељ Џастина Финч-Флечлија |
| Џастин Финч-Флечли                                     | Ученик из Хафлпафске куће |
| Елеонора Бренстон                                      | Првакиња из Хафлпафа у четвртој књизи |
| Хана Абот                                              | Ученица из Хафлпафа |
| Овен Колдвел                                           | Првак из Хафлпафа у четвртој књизи |
| Сузан Боунс                                            | Хермионина пријатељица; У Хафлпафској кући |
| Лаура Мадли                                            | Првакиња из Хафлпафа у четвртој књизи |
| Кевин Витби                                            | Првак распоређен у Хафлпаф у четвртој књизи |
| Ровина Рејвенкло                                       | Оснивач Рејвенкла |
| Роџер Дејвис                                           | Капитен Ревенкловог квидич тима; Ишао је на Божићни бал са Флер Делакер |
| Чо Чанг                                                | Ревенклов Трагач у квидич тиму |
| Менди Брокелхорст                                      | Ученица из Ревенкла |
| Пенелопа Клирвотер                                     | Префект Ревенкла и девојка Персија Визлија |
| Стјуарт Екерли                                         | Првак из Ревенкла у четвртој књизи |
| Падма Петил                                            | Ученица Ревенкла и близнакиња Парвати Петил |
| Парвати Петил                                          | Ученица Грифиндора и близнакиња Падме Петил |
| Орла Квирки                                            | Првакиња из Ревенкла у четвртој книзи |
| Лиза Турпин                                            | Ученица Ревенкла у Хогвортсу |
| Игор Каркаров                                          | Бивши Директор Дурмстранга, смртождер и Снејпов друг |
| Виктор Крум                                            | Трагач у Бугарском квидич тиму током Светског првенства; Ученик из Дурмстранга; Учесник у Трочаробњачком турниру |
| Мадам Олимпа Максим                                    | Директорка Бобатонс школе и полуџиница |
| Флер Изабела Делакер                                   | Учесник у Трочаробњачком турниру из Бобатонса. Полу-вила |
| Габријела Делакер                                      | Флер Делакерина мала сестра |
| Адријан Линч                                           | Трагач у Ирском Националном тиму |
| Хасан Мустафа                                          | Представник Египта за Светско првенство у квидичу у четвртој књизи |
| Листица Спор                                           | Ауторка "1000 Магичних Биљака и трава и где их наћи“ |
| Лудовик Торбар                                         | Шеф Одсека за Магијске Игре и Спорт |
| Адалберт Трабуњало                                     | Аутор „Теорије Магије“ |
| Миранда Сова                                           | Ауторка „Стандардног Уџбеника о Чинима“ |
| Саламандер Скамандер                                   | Написао „Фантастилчне Звери и Где их Наћи“ |
| Емерик Променљиви                                      | Аутор „Водича за Почетнике о Преображавању“ |
| Квентин Дрхтави                                        | Аутор „Мрачних Сила“, „Водича за Самозаштиту“ |
| Касандра Ваблацки                                      | Написала „Откривање Будућности“ |
| Осветникус Зеленовић                                   | Аутор „Клетви и Против-клетви (Зачарајте Пријатеље и Збуните Непријатеље) |
| Батилда Торбарка                                       | Ауторка „Историје Магије“ |
| Арсенијус Епрувета                                     | Аутор „Магијских Смеша и Напитака“ |
| Николас Фламел                                         | Алхемичар и Дамблдоров пријатељ који је направио Камен Мудрости |
| Рита Скитер                                            | Новинарка за „Дневни Пророк“ који увек има најновије приче са Хогвортса; Има 43 године на Харијевој четвртој години на Хогвортсу; Нерегистрован Анимагус који може да се претвори у бубу, уз помоћ које сазнаје све приче |
| Волдемор или Том Марволо Ридл                          | Имао је оца Нормалца, Тома Ридла, и мајку вештицу, Меропу, која је умрла на порођају. Чаробњак који је знан као Знаш-Већ-Ко; Он је убио родитеље Харија Потера, и оставио ожиљак на његовом челу у безуспешном покушају да га убије као бебу. И сам Дамблдор га се плашио последње године живота |
| Меропа                                                 | Волдеморова мајка. Живела је са оцем Мерволопусом и братом Морфином. Он су чистокрвни потомци Салазар Слитерина. Заљубила се у нормалца Тома Ридла, чије се имање граничило са имањем њене породице. Њен отац и брат су се сурово противили њеним симпатијама према једном Нормалцу. Међутим, када је остала сама, након што су они ухапшени од стране Министарства магије, верује се да је искористила контролишућу клетву и завела Тома Ридла, са којим је напустила место у коме су живели. После неког времена Ридл се вратио говорећи да је преварен. Верује се да је заљубљена Меропа желела праву љубав без посредства магије па је престала да користи контролишућу клетву. Разочарана, или је изгубила магијске моћи или је изгубила жељу да их користи. Изгладнела и слаба породила се једне новогодишње ноћи у лондонском сиротишту, пожелела да јој син носи имена свог и њеног оца а презиме Ридл и потом умрла. |
| Френк Брајс                                            | Баштован за породицу Ридл |
| Берта Џоркинс                                          | Убијена од стране Волдемора |
| Августус Руквуд                                        | Смртождер који је радио за Министарство Магије |
| Волден Мекнер                                          | Џелат за Збрињавање Опасних Животиња; Смртождер |
| Гелерт Гринделвалд                                     | Мрачни чаробњак кога је победио Албус Дамблдор 1945. године |
| Питер Петигру                                          | Пријатељ Џејмса Потера на Хогвортсу, познат под надимком Црвореп. |
| Мандангус Флечер                                       | Покушао да опчини Артура Визлија током провале |
| Корнелијус Фаџ                                         | Министар магије |
| Мафалда Хопкинс                                        | Запослена на Одељењу за Неправилно Коришћење Магије |
| Гилберт Вимпл                                          | Запослен у Комитету Експерименталних Чаролија |
| Бартемијус Чучањ                                       | Послао свог рођеног сина у Аскабан; Исто члан Одсека за Магијске Игре и Спорт; Убијен од стране Бартија Чучња Млађег, свога сина |
| Бартемијус Чучањ Млађи                                 | Послат у затвор од стране свог рођеног оца; Користио Вишесоковни напитак на Харијевој четвртој години на Хогвортсу да би имитирао проф. Аластора Ћудљивка и одвео Харија Волдемору; На њему је извршен Дементоров пољубац |
| Фирензи                                                | Кентаур из Забрањене Шуме. Остали кентаури су га се одрекли када је прихватио Дамблдорову понуду да предаје предмет Предсказивање на Хогвортсу |
| Ронан                                                  | Један од Кентаура из Забрањене Шуме |
| Бејн                                                   | Кентаур из Забрањене Шуме |
| Мадам Розмерта                                         | Служавка која ради у крчми Три Метле |
| Том                                                    | Послужитељ у Пробушеном Котлу |
| Дорис Крокфорд                                         | Хари Потер је упознао ову особу при његовој првој посети Пробушеног Котла |
| Гдин. Оливандер                                        | Власник Оливандерових Твораца Најфинијих Штапића |
| Дедалус Дигл                                           | Чаробњак који је учинио да звезде падалице лете изнад Кента у првој књизи |
| Дејви Гаџеон                                           | Замало изгубио око зато што је пипао Млатарајућу Врбу |
| Аберфорт Дамблдор                                      | Брат Албуса Дамблдора; Једном кажњен јер је испробавао магију на кози |
| Аријана Дамблдор                                       | Cecтра Аберфорта и Албуса Дамблдора; умрла је мало након смрти њихове мајке |
| Аполион Прингл                                         | Чувар у Хогвортсу када га је Моли похађала |
| Ото Торбар                                             | Лудо Торбаров брат |
| Перенела Фламел                                        | Жена Николаса Фламела |
| Гледис Гаџеон                                          | Један од највећих обожавалаца Гилдероја Локхарта |
| Ерни                                                   | Возач Витешког Аутобуса |
| Стен Странпутица                                       | Кондуктер Витешког Аутобуса |
| Мадам Марш                                             | Жена која је у Витешком Аутобусу стала у Ебергавнију |
| Џим МакГафин                                           | Човек који предвиђа време на нормалским вестима |
| Тед                                                    | Водитељ на нормалској телевизији |
| гдин Грејнџер                                          | Хермионин отац, нормалац, зубар |
| гђа Грејнџер                                           | Хермионина мајка, нормалка, зубарка |
| Долорес Амбриџ                                         | Професорка одбране од мрачних вештина, старији подсекретар министра магије(у петој књизи) |
| Вилхемина Трули-Даска                                  | проф. бриге о магијским створењима |
| гђа Дигори                                             | Седрикова мајка |
| Алиса Лонгботом                                        | Невилова мајка, она је у Сент Мунговој болници за магијске болести и повреде |
| Ромилда Вејн                                           | ученица у Грифиндору, две године млађа од Харија, заљубљена је у њега |
| Кормак МакЛаген                                        | ученик у Грифиндору, на једној утакмици квидича је играо чувара и Харија ударио палицом |
| Демелза Робинс                                         | јуришник у грифиндорском квидич тиму у шестој књизи |
| Ричи Кут                                               | гонич у Грифиндорском тиму |
| Џими Пикс                                              | гонич у Грифиндору |
| Маријета Еџкомб                                        | другарица Чо Чанг |
| Захарије Смит                                          | трагач у Хафлпафу |
| Гдин Гојл                                              | Грегоријев отац, смртождер |
| Гдин Креб                                              | Винсентов отац, смртождер |
| Марк Корнер                                            | бивши дечко Џини Визли |
| Белатрикс Лестрејнџ                                    | сестра Нарцисе Мелфој, рођака Сиријуса Блека, тетка Нимфадоре Тоникс (Лупин) |
| Руфус Скримџер                                         | нови министар магије |
| Нимфадора Тонкс                                        | аурор у Министарству магије, жена Ремуса Лупина, убијена од стране своје тетке Белатрикс |
| Кингзли Оковгром                                       | аурор, он је у шпијун Реда феникса |
| Доулш                                                  | аурор |
| Финеас Нигелус                                         | бивши директор Хогвортса, рођак Сиријуса |
| Ејвори                                                 | смртождер који се појављује у четвртом делу књиге |
| Марволо Испијени                                       | отац Волдеморове мајке |
| Винки                                                  | бивши кућни вилењак Бартија Чучња Старијег, сад ради на Хогвортсу |
| Кричер                                                 | кућни вилењак породице Блек (Сада Харијев) |
| Крункшенкс                                             | Хермионина мачка, први пут се појављује у трећој књизи. Веома интелигентна мачка, нежна и разиграна са онима које воли, агресивна и надмена према осталима. Веома велика мачка, кривонога, ђумбир боје, спљоштеног лица, жутих очију, репа налик на четку за флаше. |
| Нагини                                                 | Волдеморова змија |
| Фокс (Фокес)                                           | Дамблдоров феникс који умире и рађа се поново; Његове сузе исцељују ране |
| Арагог                                                 | џиновски паук, Хагридов пријатељ, умро је у 6. делу, првобитно је Хари мислио да је то ужас који скрива Дворана |
| Гроп                                                   | Хагридов полубрат џин |
| Гдин Боунд                                             | радио у Министарству, убијен у петој књизи |
| Норберт                                                | Хагридов змај у првој књизи којег је коцкајући се добио од странца (Волдемора) у крчми на Харијевој првој години |